# Montesano
Montesano – miasto (city), ośrodek administracyjny hrabstwa Grays Harbor, w zachodniej części stanu Waszyngton, w Stanach Zjednoczonych, położone na północnym brzegu rzeki Chehalis. W 2010 roku miasto liczyło 3976 mieszkańców.
Pierwsi osadnicy przybyli tutaj w 1852 roku. Oficjalne założenie miasta nastąpiło w 1883 roku.
W granicach miasta znajduje się park stanowy Lake Sylvia.